# Rhys Priestland
Rhys Priestland (nacido en Carmarthen el 9 de enero de 1987) es un jugador de rugby británico que juega con la selección de Gales en la posición de apertura, aunque ocasionalmente juega de zaguero. Acudió a la Ysgol Gyfun Gymraeg Bro Myrddin, de Carmarthen, y habla galés con fluidez.

## Carrera

### Clubes
Priestland se unió a los Scarlets en 2005 a través de sus categorías inferiores, solo tenía 18 años por entonces. Actualmente juega de apertura o zaguero para el equipo regional de Gales los Scarlets. Juegan rugby en Parc y Scarlets. Ha jugado 91 partidos co ellos y marcó más de 600 puntos. En la temporada 2010/2011 contra USA Perpignan, anotó un ensayo a finales de la primera mitad que los Scarlets ganaron.
En enero de 2015, se anunció que se uniría al club inglés Bath, para un contrato de dos años a finales de la temporada 2014-2015.

### Internacional
En enero de 2011 fue escogido para la selección de rugby de Gales que jugaría el Torneo de las Seis Naciones 2011 y debutó internacionalmente el 12 de febrero de 2011 en una victoria 24–6 contra Escocia como reemplazo en la segunda mitad.
Warren Gatland lo escogió para el equipo de 30 jugadores de la Copa Mundial de Rugby de 2011 en Nueva Zelanda. Comenzó como apertura en el primer partido contra los campeones en aquel momento, Sudáfrica, y dio muy buena impresión perdiendo solo por 16–17. Comenzó de nuevo como 10 contra Samoa, ganando 17–10, y empezó de nuevo contra Irlanda en los cuartos de final, un partido que Gales ganó 22–10. Se perdió la semifinal debido a una lesión en el hombro que sufrió e los cuartos de final. Se ha convertido en una apertura titular de la selección con habitualidad por delante de Stephen Jones y James Hook. Está considerado como uno de la "nueva generación" de talentos rugbísticos galeses, junto con jugadores como Leigh Halfpenny, Toby Faletau y George North.
Fue escogido en el equipo de RTÉ de la Copa Mundial de Rugby de 2011.
Priestland anotó el primer ensayo de la selección el 3 de diciembre de 2011 contra Australia. Perdieron 18–24.
Seleccionado para jugar la Copa Mundial de Rugby de 2015, salió en el primer encuentro, una victoria contra Uruguay 54-9, dio la vuelta al marcador con su primera conversión, y luego consiguió seis conversiones más.